# Jesse Pennington
Jesse Pennington (West Bromwich, 23 agosto 1883 – 5 settembre 1970) è stato un calciatore inglese, di ruolo terzino.

## Carriera
Giocò per tutta la carriera nel West Bromwich Albion, con cui vinse da capitano il titolo inglese nel 1919-1920.

## Palmarès

### Competizioni nazionali
- Campionato inglese: 1

West Bromwich: 1919-1920
- Charity Shield: 1

West Bromwich: 1920
- Second Division: 1

West Bromwich: 1910-1911